# Saloua Ayachi Labben
Saloua Ayachi Labben est une femme politique tunisienne.